# رينزو جاتيجنا
رينزو جاتيجنا (1939 - 10 نوفمبر 2020)، هو محامٍ إيطالي من روما. كان جاتيجنا رئيس اتحاد الجاليات اليهودية الإيطالية. تم انتخابه لهذا المنصب في 16 يوليو 2006، ليحل محل كلوديو موربورغو الذي شغل منصب الرئيس بعد استقالة عاموس لوزاتو.